# Лейпцигский раздел

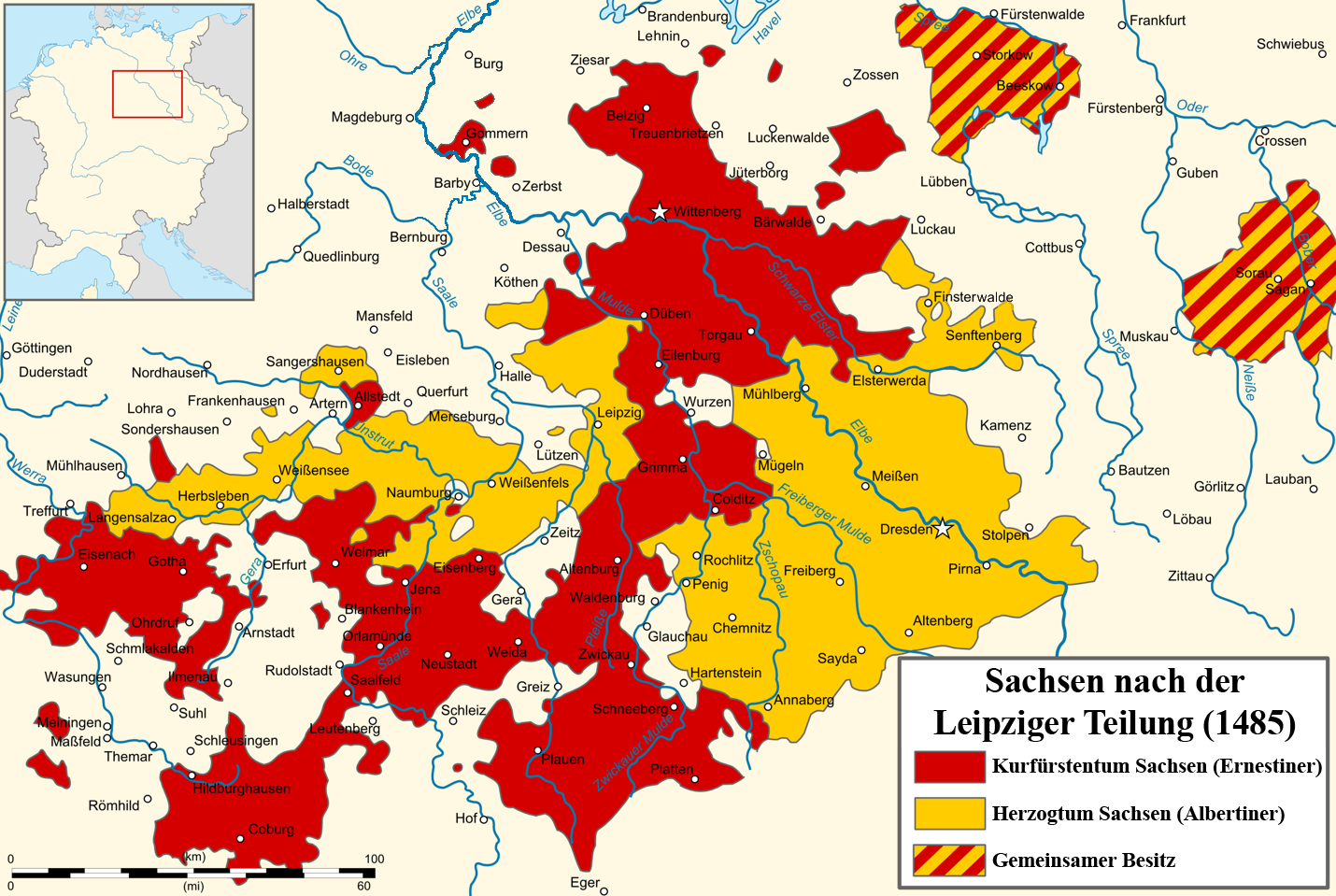
Карта веттинских владений после Лейпцигского раздела

Лейпцигский раздел (нем. Leipziger Teilung) — наследственный территориальный раздел веттинских владений между братьями Эрнстом и Альбрехтом.
17 июня 1485 года наследники веттинских земель приняли решение поделить эти владения между собой. 11 ноября 1485 года в Лейпциге был подписан договор, который действовал до 1918 года.
Эрнст составляет план раздела, а Альбрехт получает право выбора одной из половин. При этом тот, у кого будет Мейсен, уплатит другому 100 тыс. гульденов
В результате раздела Альбрехт получил Маркграфство Мейсен, северную часть Плайсенланда и Остерланда (около Лейпцига), северную Тюрингию, фогтство в епископстве Мерзебург и аббатстве Кведлинбург, а также некоторые тюрингские графства в лен, в то время как Эрнст (уже с 1464 года курфюрст) получил связанное с саном курфюрста герцогство Саксен-Виттенберг. Кроме того, он получил половину пфальца Саксония, Фогтланд, веттинские владения Франконии вокруг Кобурга, южную часть Плайсенланда и Остерланда (около Альтенбурга), фогтство в епископстве Наумбург и тюрингские графства Ройс, Глайхен и Кирхберг в лен. Выбравший Мейсен АЛьбрехт уплатил брату 50 тыс. гульденов, а оставшуюся сумму компенсировал передачей Йены с её округом.
Однако вместе должны были управляться бейливики епископства Мейсен, доходами от рудников шахтерских городов и долгами княжества Саган, владением Биберштейн и городами Мюльхаузен, Нордхаузен и Эрфурт.
Лейпцигский раздел считается самой тяжелой ошибкой в саксонской истории. Последовавшее за ним ослабление саксонского курфюршества способствовало в дальнейшем становлению Бранденбурга-Пруссии как державы-гегемона.